# Explosion de l'école primaire de Fanglin
 (décembre 2023).
L'explosion de l'école primaire de Fanglin est survenue le 6 mars 2001 dans le Jiangxi, en Chine, lorsque Li Chuicai, un villageois de 33 ans, aurait allumé des explosifs dans une salle de classe, tuant 42 personnes,.
L'explosion a eu lieu dix jours avant les attentats de Shijiazhuang, qui ont fait 108 morts.

## Contexte
Le village de Fanglin est situé dans le xian montagneux de Wanzai et abrite plusieurs usines produisant des feux d'artifice et des pétards.

## Auteur
Li Chuicai (1968-2001) est issu d'une famille pauvre ayant des antécédents de maladie mentale et a commencé très jeune à travailler dans une usine de pétards locale. Il avait une réputation mitigée dans son village, s'il était connu pour son comportement étrange, il avait également du succès auprès des femmes et était considéré comme un homme honnête et travailleur acharné.
En 1998, Li a eu une fille avec sa petite amie Ouyang. Avant qu'il puisse lui proposer, elle épousa un autre homme et emmena leur fille avec eux. L'année suivante, Li avait l'intention d'épouser une autre femme d'un village voisin nommé Tang. Sa famille s'est opposée au mariage parce qu'il n'avait pas assez d'argent pour un cadeau de fiançailles. Li s'est renfermé et se rendait au domicile familial tous les quelques jours pour faire du bruit.
Après plusieurs échecs relationnels de Li, sa maladie mentale s'est aggravée et, dans son journal, il aurait attribué tous ses problèmes à l'argent, tout en déclarant son désir et ses projets de vengeance.

## Attentat
Selon les autorités locales, le 6 mars 2001, vers 11 h 0 du matin, Li est entré dans l'école primaire du village de Fanglin avec deux sacs remplis de 60 kilos de nitrate de potassium. En entrant dans une salle de classe, le professeur Deng Chengbao lui a demandé de partir et de ne pas perturber la classe. Après que Li ait refusé, Deng a continué à enseigner. Li a ensuite allumé l'un des sacs et l'a jeté sur une rangée de bureaux. Deng a crié aux étudiants de courir. L'explosion a rasé quatre salles de classe, tuant Li et 41 autres personnes.

## Controverse
Après l'explosion, certaines familles des victimes ont accusé le gouvernement de ne pas avoir enquêté de manière adéquate sur l'explosion et de l'avoir faussement imputée à un fou. L'école était connue pour avoir forcé les élèves à assembler des pétards en 1998.
Les autorités ont déclaré que les autopsies ont montré que Li était au centre de l'explosion, et les témoignages d'enseignants et d'étudiants ont corroboré que Li était l'auteur de l'explosion.